# Tour Championship
El Tour Championship es un torneo de golf masculino que cierra la temporada del circuito estadounidense PGA Tour desde la temporada 1987. Clasifican los 30 mejores golfistas del campeonato, y define las posiciones finales de la tabla de ganancias y la Copa FedEx.
Originalmente tenía una bolsa de premios de 2 millones de dólares, de los que el ganador obtenía 360.000 dólares. Dicha cifra ha aumentado paulatinamente hasta alcanzar los 8 millones de dólares en 2011, una cifra similar a la de los torneos majors y la Serie Mundial de Golf.
Originalmente, el Tour Championship se disputaba a principios de noviembre. En 2007 se adelantó a mediados de septiembre, al crearse la fase de playoffs Copa FedEx. La sede ha variado a lo largo de los años. En 1997 comenzó a alternar entre el Champions Golf Club de Houston (Texas) y el East Lake Golf Club de Atlanta (Georgia). A partir de 2004 se disputa permanentemente en East Lake.
Desde 2007, el Tour Championship se emite en Estados Unidos por la cadena de televisión NBC. Desde 1991 hasta 2006 se transmitió por ABC.

## Ganadores
| 2024                                                | Scottie Scheffler  | Estados Unidos    | 262 | −30 (−10) | 4 golpes | Collin Morikawa                                   |           | 15,000,000 |
| 2023                                                | Viktor Hovland     | Noruega           | 261 | −27 (−8)  | 5 golpes | Scottie Scheffler                                 |           | 15,000,000 |
| 2022                                                | Rory McIlroy (3)   | Irlanda del Norte | 263 | −21 (−4)  | 1 golpe  | Sungjae Im Scottie Scheffler                      |           | 15,000,000 |
| 2021                                                | Patrick Cantlay    | Estados Unidos    | 266 | −21 (−10) | 1 golpe  | Jon Rahm                                          |           | 15,000,000 |
| 2020                                                | Dustin Johnson     | Estados Unidos    | 265 | −21 (−10) | 3 golpes | Xander Schauffele Justin Thomas                   |           | 1,620,000  |
| 2019                                                | Rory McIlroy (2)   | Irlanda del Norte | 267 | −18 (−5)  | 4 golpes | Xander Schauffele                                 |           | 1,620,000  |
| Tour Championship by Coca-Cola                      |                    |                   |     |           |          |                                                   |           |            |
| 2018                                                | Tiger Woods (3)    | Estados Unidos    | 269 | −11       | 2 golpes | Billy Horschel                                    | 9,000,000 | 1,620,000  |
| 2017                                                | Xander Schauffele  | Estados Unidos    | 268 | −12       | 1 golpe  | Justin Thomas                                     | 8,750,000 | 1,575,000  |
| 2016                                                | Rory McIlroy       | Irlanda del Norte | 268 | −12       | Playoff  | Kevin Chappell Ryan Moore                         | 8,500,000 | 1,530,000  |
| 2015                                                | Jordan Spieth      | Estados Unidos    | 271 | −9        | 4 golpes | Danny Lee Justin Rose Henrik Stenson              | 8,250,000 | 1,485,000  |
| 2014                                                | Billy Horschel     | Estados Unidos    | 269 | −11       | 3 golpes | Jim Furyk Rory McIlroy                            | 8,000,000 | 1,440,000  |
| 2013                                                | Henrik Stenson     | Suecia            | 267 | −13       | 3 golpes | Jordan Spieth Steve Stricker                      | 8,000,000 | 1,440,000  |
| 2012                                                | Brandt Snedeker    | Estados Unidos    | 270 | −10       | 3 golpes | Justin Rose                                       | 8,000,000 | 1,440,000  |
| 2011                                                | Bill Haas          | Estados Unidos    | 272 | −8        | Playoff  | Hunter Mahan                                      | 8,000,000 | 1,440,000  |
| The Tour Championship presented by Coca-Cola        |                    |                   |     |           |          |                                                   |           |            |
| 2010                                                | Jim Furyk          | Estados Unidos    | 272 | −8        | 1 golpe  | Luke Donald                                       | 7,500,000 | 1,350,000  |
| 2009                                                | Phil Mickelson (2) | Estados Unidos    | 271 | −9        | 3 golpes | Tiger Woods                                       | 7,500,000 | 1,350,000  |
| 2008                                                | Camilo Villegas    | Colombia          | 273 | −7        | Playoff  | Sergio García                                     | 7,000,000 | 1,260,000  |
| 2007                                                | Tiger Woods (2)    | Estados Unidos    | 257 | −23       | 8 golpes | Mark Calcavecchia Zach Johnson                    | 7,000,000 | 1,260,000  |
| 2006                                                | Adam Scott         | Australia         | 269 | −11       | 3 golpes | Jim Furyk                                         | 7,000,000 | 1,170,000  |
| 2005                                                | Bart Bryant        | Estados Unidos    | 263 | −17       | 6 golpes | Tiger Woods                                       | 6,500,000 | 1,170,000  |
| 2004                                                | Retief Goosen      | Sudáfrica         | 269 | −11       | 4 golpes | Tiger Woods                                       | 6,000,000 | 1,080,000  |
| 2003                                                | Chad Campbell      | Estados Unidos    | 268 | −16       | 3 golpes | Charles Howell III                                | 6,000,000 | 1,080,000  |
| 2002                                                | Vijay Singh        | Fiyi              | 268 | −12       | 2 golpes | Charles Howell III                                | 5,000,000 | 900,000    |
| The Tour Championship presented by Dynegy           |                    |                   |     |           |          |                                                   |           |            |
| 2001                                                | Mike Weir          | Canadá            | 270 | −14       | 1 golpe  | Sergio García Ernie Els David Toms                | 5,000,000 | 900,000    |
| The Tour Championship presented by Southern Company |                    |                   |     |           |          |                                                   |           |            |
| 2000                                                | Phil Mickelson     | Estados Unidos    | 267 | −13       | 2 golpes | Tiger Woods                                       | 5,000,000 | 900,000    |
| 1999                                                | Tiger Woods        | Estados Unidos    | 269 | −15       | 4 golpes | Davis Love III                                    | 5,000,000 | 900,000    |
| 1998                                                | Hal Sutton         | Estados Unidos    | 274 | −6        | Playoff  | Vijay Singh                                       | 4,000,000 | 720,000    |
| The Tour Championship                               |                    |                   |     |           |          |                                                   |           |            |
| 1997                                                | David Duval        | Estados Unidos    | 273 | −11       | 1 golpe  | Jim Furyk                                         | 4,000,000 | 720,000    |
| 1996                                                | Tom Lehman         | Estados Unidos    | 268 | −12       | 6 golpes | Brad Faxon                                        | 3,000,000 | 540,000    |
| 1995                                                | Billy Mayfair      | Estados Unidos    | 280 | E         | 3 golpes | Steve Elkington Corey Pavin                       | 3,000,000 | 540,000    |
| 1994                                                | Mark McCumber      | Estados Unidos    | 274 | −10       | Playoff  | Fuzzy Zoeller                                     | 3,000,000 | 540,000    |
| 1993                                                | Jim Gallagher Jr.  | Estados Unidos    | 277 | −7        | 1 golpe  | David Frost John Huston Greg Norman Scott Simpson | 3,000,000 | 540,000    |
| 1992                                                | Paul Azinger       | Estados Unidos    | 276 | −8        | 3 golpes | Lee Janzen Corey Pavin                            | 2,000,000 | 360,000    |
| 1991                                                | Craig Stadler      | Estados Unidos    | 279 | −5        | Playoff  | Russ Cochran                                      | 2,000,000 | 360,000    |
| Nabisco Championship                                |                    |                   |     |           |          |                                                   |           |            |
| 1990                                                | Jodie Mudd         | Estados Unidos    | 273 | −11       | Playoff  | Billy Mayfair                                     | 2,500,000 | 450,000    |
| 1989                                                | Tom Kite           | Estados Unidos    | 276 | −8        | Playoff  | Payne Stewart                                     | 2,500,000 | 450,000    |
| 1988                                                | Curtis Strange     | Estados Unidos    | 279 | −9        | Playoff  | Tom Kite                                          | 2,000,000 | 360,000    |
| 1987                                                | Tom Watson         | Estados Unidos    | 268 | −12       | 2 golpes | Chip Beck                                         | 2,000,000 | 360,000    |